# Tonga na Letnich Igrzyskach Olimpijskich 2020
Tonga na Letnich Igrzyskach Olimpijskich 2020 – występ kadry sportowców reprezentujących Tonga na igrzyskach olimpijskich, które odbyły się w Tokio w Japonii, w dniach 23 lipca - 8 sierpnia 2021 roku.
Reprezentacja Tonga liczyła sześcioro zawodników - trzech mężczyzn i trzy kobiety, którzy wystąpili w 4 dyscyplinach.
Był to dziesiąty start tego kraju na letnich igrzyskach olimpijskich.

## Reprezentanci

### Lekkoatletyka
| Zawodnik        | Konkurencja            | Eliminacje | Eliminacje | Ćwierćfinał | Ćwierćfinał | Półfinał | Półfinał | Finał | Finał   |
| Zawodnik        | Konkurencja            | Czas       | Miejsce    | Czas        | Miejsce     | Czas     | Miejsce  | Czas  | Miejsce |
| --------------- | ---------------------- | ---------- | ---------- | ----------- | ----------- | -------- | -------- | ----- | ------- |
| Ronald Fotofili | Bieg na 100 m mężczyzn | 11,19      | 20.        | NQ          | NQ          | NQ       | NQ       | NQ    | NQ      |

### Pływanie
Mężczyźni
| Zawodnik    | Konkurencja          | Eliminacje | Eliminacje | Półfinał | Półfinał | Finał | Finał   |
| Zawodnik    | Konkurencja          | Czas       | Miejsce    | Czas     | Miejsce  | Czas  | Miejsce |
| ----------- | -------------------- | ---------- | ---------- | -------- | -------- | ----- | ------- |
| Amini Fonua | 100 m st. klasycznym | DSQ        | DSQ        | NQ       | NQ       | NQ    | NQ      |

Kobiety
| Zawodniczka | Konkurencja       | Eliminacje | Eliminacje | Półfinał | Półfinał | Finał | Finał   |
| Zawodniczka | Konkurencja       | Czas       | Miejsce    | Czas     | Miejsce  | Czas  | Miejsce |
| ----------- | ----------------- | ---------- | ---------- | -------- | -------- | ----- | ------- |
| Noelani Day | 50 m st. dowolnym | 29,06      | 63.        | NQ       | NQ       | NQ    | NQ      |

### Podnoszenie ciężarów
| Zawodniczka     | Konkurencja        | Rwanie | Rwanie  | Podrzut | Podrzut | Suma | Miejsce |
| Zawodniczka     | Konkurencja        | Wynik  | Miejsce | Wynik   | Miejsce | Suma | Miejsce |
| --------------- | ------------------ | ------ | ------- | ------- | ------- | ---- | ------- |
| Kuinini Manumua | ponad 87 kg kobiet | 103    | 8.      | 125     | 9.      | 228  | 8.      |

### Taekwondo
Mężczyźni
| Zawodnik        | Konkurencja | 1/8              | Ćwierćfinał      | Półfinał         | Repasaż          | Finał/BM         | Finał/BM |
| Zawodnik        | Konkurencja | Przeciwnik Wynik | Przeciwnik Wynik | Przeciwnik Wynik | Przeciwnik Wynik | Przeciwnik Wynik | Miejsce  |
| --------------- | ----------- | ---------------- | ---------------- | ---------------- | ---------------- | ---------------- | -------- |
| Pita Taufatofua | +80 kg      | Łarin P 3–24     | NQ               | NQ               | Trajkovič P 1–22 | NQ               | NQ       |

Kobiety
| Zawodniczka  | Konkurencja | 1/8              | Ćwierćfinał      | Półfinał         | Repasaż          | Finał/BM         | Finał/BM |
| Zawodniczka  | Konkurencja | Przeciwnik Wynik | Przeciwnik Wynik | Przeciwnik Wynik | Przeciwnik Wynik | Przeciwnik Wynik | Miejsce  |
| ------------ | ----------- | ---------------- | ---------------- | ---------------- | ---------------- | ---------------- | -------- |
| Malia Paseka | do 67 kg    | Williams P RSC   | NQ               | NQ               | Malak P 0–19     | NQ               | NQ       |